# Diderma
Diderma ist eine Gattung der Schleimpilze (Myxomyceten) aus der Ordnung Physarida.
Typusart ist Diderma globosum.

## Merkmale
Die Fruktifikationen sind als gestielte oder ungestielte Sporokarpe oder Plasmodiokarpe ausgebildet. Die Hülle (Peridie) ist zwei-, selten dreilagig. Deren äußere Schicht besteht entweder aus einer festen Kruste amorpher Kalkkügelchen (Untergattung Diderma) oder aus knorpeligem, amorphem Kalk bzw. pseudokristallinen Kalkschüppchen (Untergattung Leangium). Die innere Lage ist membranartig dünn und transparent. Sie ist bei zweifachen Peridien lose oder fest mit der äußeren Lage verbunden. Bei dreifachen Peridien ist die mittlere Schicht fest mit der äußeren verbunden.
Das dünne Capillitium ist verzweigt oder netzig verbunden. Mitunter finden sich körnige bis knotige Anlagerungen oder spindelige Verdickungen. Meist ist das Capillitium kalkfrei. Eine Columella ist meist vorhanden. Sie ist oft kugelig bis halbkugelig oder zylindrisch geformt. Seltener wird sie nur aus einer verdickten Basis der Fruktifikation gebildet.
Die Sporen sind in Masse dunkelbraun bis schwarz. Im durchfallenden Licht erscheinen sie grau- bis purpurbraun.

## Gattungsabgrenzung
Die Gattung Didymium steht Diderma nahe. Zur Unterscheidung beider Gruppen siehe dort.

## Systematik
Innerhalb der Gattung werden die Untergattungen Diderma und Leangium unterschieden. Erstere besitzt eine zerbrechliche, raue oder eierschalenartige, glatte äußere Peridienschicht, die mit der inneren Lage kaum oder fest verbunden ist. Arten der Untergattung Leangium weisen eine knorpelige und glatte äußere Schicht auf, die mit der mittleren oder inneren meist fest verbunden ist. Die Peridie reißt oft sternförmig auf. Plasmodiokarpe werden in der Regel nur von der Untergattung Diderma gebildet.

## Arten

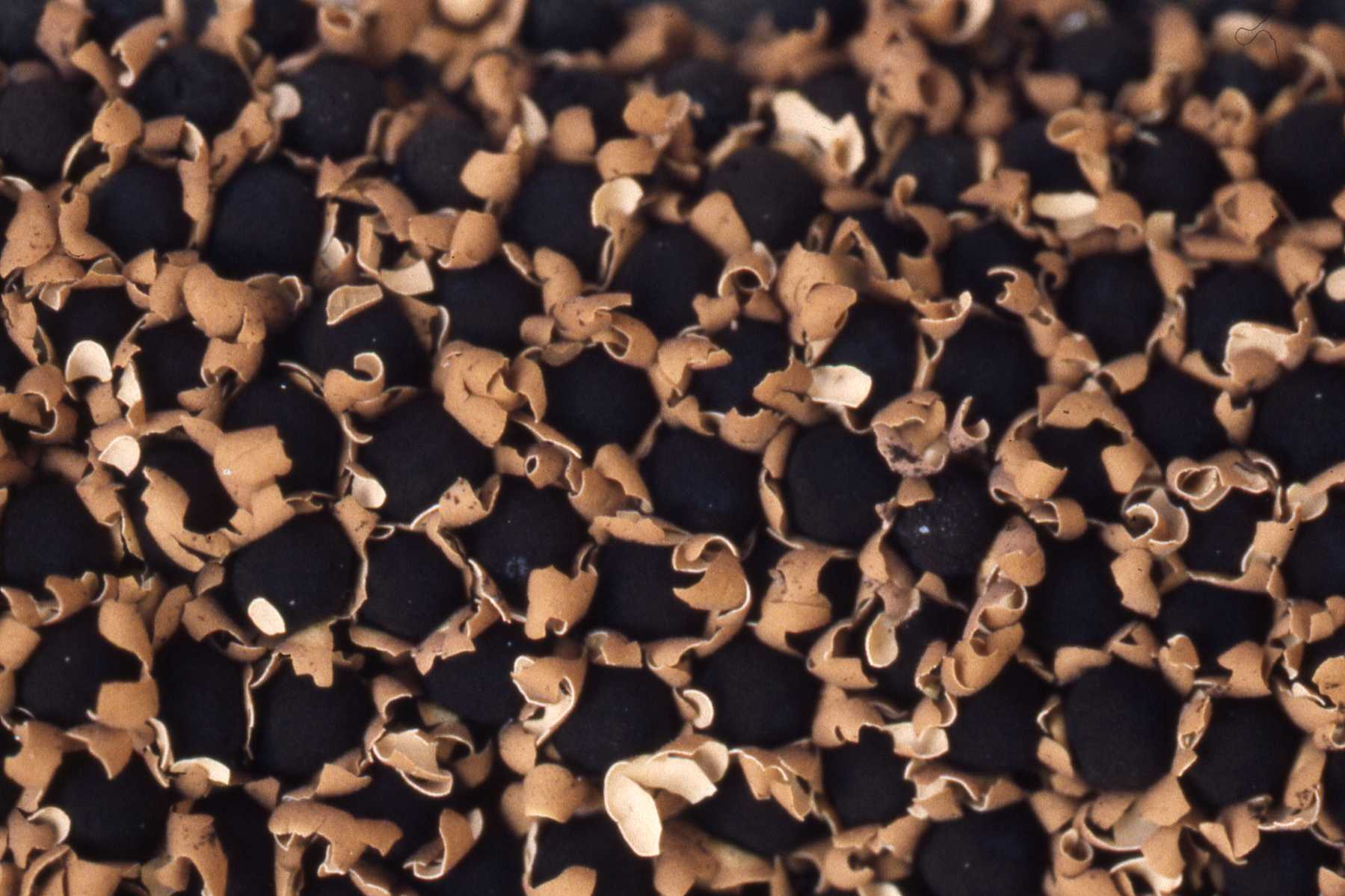
Diderma floriforme, Fruchtkörper

Weltweit umfasst die Gattung Diderma über 70 Arten. Für Mitteleuropa werden rund 30 Arten angegeben:
- Diderma alpinum
- Diderma asteroides
- Diderma carneum
- Diderma chondrioderma
- Diderma cinereum
- Diderma cingulatum
- Diderma crustaceum
- Diderma deplanatum
- Diderma donkii
- Diderma effusum
- Diderma floriforme
- Diderma globosum
- Diderma hemisphaericum
- Diderma lyallii
- Diderma microcarpum
- Diderma montanum
- Diderma nivale
- Diderma niveum
- Diderma ochraceum
- Diderma radiatum
- Diderma roanense
- Diderma rufum
- Diderma sauteri
- Diderma simplex
- Diderma spumarioides
- Diderma subviridifuscum
- Diderma testaceum
- Diderma trevelyanii
- Diderma umbilicatum